# Oliver Kirk
Oliver Leonard Kirk (* 20. April 1884 in Beatrice, Nebraska; † 1958 in St. Louis, Missouri) war ein US-amerikanischer Boxer.
Kirk nahm an den Olympischen Spielen 1904 teil und gewann zunächst, nach einem Sieg gegen George Finnegan, die Goldmedaille im Bantamgewicht. Nachdem er in weniger als zwei Wochen fünf Kilogramm an Gewicht verloren hatte, durfte er auch noch bei den Wettkämpfen in der Gewichtsklasse Federgewicht teilnehmen und gewann dort ebenfalls die Goldmedaille. In dieser Gewichtsklasse schaffte er es in drei Kämpfen seine Gegner bereits in der ersten Runde KO zu schlagen. Er ist der einzige Boxer, der jemals in zwei verschiedenen Gewichtsklassen bei einer Olympiade zwei Goldmedaillen erringen konnte. 
Zwischen 1912 und 1915 war er auch noch kurze Zeit als Profiboxer aktiv, konnte aber nur zwei von zehn Kämpfen gewinnen und beendete seine Karriere.